# بونتيديرا
بونتيديرا، (بالإنجليزية: Pontedera)‏، (الإيطالية: ponteˈdɛːr), (اللاتينية: بونز هيرا)، هي مدينة صناعية في مقاطعة بيزا، توسكانا، وسط إيطاليا. ويضم مقر شركة بياجيو وشركة النبيذ كاستلياني، ومصنع الشوكولاتة أمايدي.

## السكان
في سنة 1861 بلغ عدد السكان 10٬741 نسمة، وتطور العدد ليصل في سنة 2017 لـ 29٬267 نسمة.
يظهر هذا المخطط البياني تطور النمو السكاني لـ بونتيديرا

## توأمة
لبونتيديرا اتفاقيات توأمة مع كل من:
- Khombole [الإنجليزية]‏
- Fourchambault [الإنجليزية]‏
- مونتيمور نوفو
- سيرارا فونتانا [الإنجليزية]‏

## أعلام
- جوفاني غرونكي
- أندريا فيريتي
- أندريا بيزانو
- داريو داينيلي
- فابريزيو غيدي
- ييجي غروتوفسكي